# Западный (Приморский край)
За́падный — посёлок в Надеждинском районе Приморского края, входит в состав Надеждинского сельского поселения.

## География
Посёлок находится на берегу реки Шмитовка, в 7 км от её впадения в Амурский залив, на расстоянии 1 км от села Вольно-Надеждинское, административного центра района, и 38 км от города Владивосток, административного центра края. Абсолютная высота — 7 м над уровнем моря.

## Население
| 2002 | 2004 | 2005 | 2008 | 2010 |
| ---- | ---- | ---- | ---- | ---- |
| 512  | ↗520 | ↗561 | ↘558 | ↘524 |

## Улицы
| - ул. 4 км, - ул. 6 км, - ул. Курбаева, - ул. Мичурина, | - ул. Нахимова, - ул. Новая, - ул. Ушакова, - ул. Флотская. |

## Транспорт
Посёлок связан автомобильной дорогой длиной 1,5 км с федеральной трассой М60 «Уссури». Ближайшая железнодорожная станция Надеждинская находится на расстоянии 2 км к северо-востоку.